# Aeropuerto de Quaqtaq
El Aeropuerto de Quaqtaq (del inglés: Quaqtaq Airport) (IATA: YQC, OACI: CYHA) está ubicado cerca de  Quaqtaq, Quebec, Canadá. Debido al vertedero de basura adyacente al aeropuerto, se pueden encontrar aves y perros cerca de la pista de aterrizaje.

## Aerolíneas y destinos
- Air Inuit
  - Ciudad de Quebec / Aeropuerto internacional Jean-Lesage de Quebec
  - Kangiqsujuaq / Aeropuerto de Kangiqsujuaq
  - Kangirsuk / Aeropuerto de Kangirsuk